# Йорк (мыс, Австралия)
Мыс Йорк (англ. Cape York) — мыс, самая северная точка Австралийского континента.
Мыс Йорк расположен на полуострове Кейп-Йорк. Административно является территорией австралийского штата Квинсленд. Расположен примерно в 800 километрах к северо-западу от города Кэрнс. Омывается водами Арафурского и Кораллового моря. В 150 километрах севернее находится остров Новая Гвинея (отделён от мыса проливом Торреса).